# Lew Kulidżanow
Lew Aleksandrowicz Kulidżanow (ros. Лев Алекса́ндрович Кулиджа́нов, ur. 19 sierpnia 1923 lub 19 marca 1924 w Tbilisi, zm. 17 lutego 2002 w Moskwie) – radziecki reżyser filmowy, scenarzysta i aktor, Bohater Pracy Socjalistycznej (1984).
Absolwent WGIK. Sławę przyniósł mu film Dom, w którym żyjemy. Był przewodniczącym Związku Filmowców Radzieckich.

## Życiorys
Od najmłodszych lat związany z teatrem, reżyserował i występował w szkolnych spektaklach oraz w przedstawieniach teatralnych. W 1955 roku ukończył studia na Wydziale Reżyserii Wszechzwiązkowego Państwowego Instytutu Kinematografii (WGIK), gdzie był uczniem Siergieja Gierasimowa, pracował w studiu filmowym im. Gorkiego. Jego debiutem reżyserskim był zrealizowany wspólnie z G. Oganisjanem krótkometrażowy film „Damy” (1954) na podstawie opowiadania Czechowa, później wraz z Jakowem Segielem wyreżyserował „Zaczęło się tak” (1956) i „Dom, w którym żyjemy” (1957), w którym zagrał także jedną z ról. W 1959 zrealizował film „Tania i jej matki”, w 1961 „Gdy drzewa były duże”, a w 1970 adaptację powieści Dostojewskiego „Zbrodnia i kara”. Na przełomie lat 70. i 80. nakręcił miniserial telewizyjny „Karl Marks. Mołodyje Gody”. W latach 1963–1964 kierował Głównym Zarządem Państwowego Komitetu Kinematografii (Goskino) ZSRR, 1964 został przewodniczącym Komitetu Organizacyjnego Związku Kinematografistów ZSRR, 1965 został I sekretarzem tego związku (do 1986). Od 8 kwietnia 1966 do 24 lutego 1976 członek Centralnej Komisji Rewizyjnej KPZR, od 5 marca 1976 do 2 lipca 1990 zastępca członka KC KPZR. Deputowany do Rady Najwyższej ZSRR 9 kadencji.
Pochowany na Cmentarzu Kuncewskim w Moskwie.

## Wybrana filmografia

### Reżyseria
- 1954: Paniusie (Дамы)
- 1957: Dom, w którym żyjemy (Дом, в котором я живу)
- 1959: Tania i jej matki (Отчий дом)
- 1961: Gdy drzewa były duże (Когда деревья были большими)
- 1970: Zbrodnia i kara (Преступление и наказание)[2]

### Scenariusz
- 1954: Paniusie (Дамы)
- 1969: Zbrodnia i kara (Преступление и наказание)

### Aktor
- 1957: Dom, w którym żyjemy (Дом, в котором я живу) jako ojciec Galii

## Odznaczenia i nagrody
- Medal Sierp i Młot Bohatera Pracy Socjalistycznej (16 marca 1984)
- Order Lenina (dwukrotnie)
- Order Czerwonego Sztandaru Pracy (18 marca 1974)
- Order Za Zasługi dla Ojczyzny III klasy (19 marca 1999)
- Nagroda Leninowska (1982)

Medale ZSRR i odznaczenia zagraniczne.